# Charles Jeanne
Pour les articles homonymes, voir Jeanne.
Charles Jeanne est né le 15 mai 1800 à Paris et est décédé de la tuberculose le 11 juillet 1837 à Doullens. Lors de l'Insurrection républicaine à Paris en juin 1832, il est le meneur des barricades de Saint-Merry.
Ses mémoires nous sont parvenues sous la forme de lettres écrites à sa sœur lors de son incarcération au sein de la prison du Mont-Saint-Michel à la suite de sa participation à l'insurrection.
Personnage important des journées de Juillet, il inspire Victor Hugo grâce à sa description des barricades pour son roman Les Misérables.

## Biographie

### Jeunesse
Né le 18 mai 1800 à Paris, il fut éduqué au sein du Lycée impérial de Caen mais dut arrêter ses études à quatorze ans faute de moyen financier et s'engage alors brièvement au sein des armées de l'empire. En 1823, il se réengage, mais quitte de nouveau l'armée afin d'aider son père dans l'entreprise familiale en tant que commis dans le milieu du petit commerce parisien. Il réside alors au 5 passage des Anglais au sein d'un quartier populaire situé non loin de Saint-Mery.

### Engagement politique
Son engagement en politique est antérieur aux journées de juin. Dès 1830, lors des Trois Glorieuses, il se bat contre « ce Bourbon [..] qui osa violer la Charte ». Pour sa participation à ces combats, il est décoré de la médaille de Juillet par le gouvernement de Louis-Philippe Ier. Déçu par le régime mis en place, il s'engage contre ce dernier. Il est présent lors du convoi funéraire de Casimir Pierre Périer et du général Jean Maximilien Lamarque, une figure du parti républicain. Il est également membre de la force d'autodéfense citoyenne mise en place par la loi de mars 1831.

### Insurrection républicaine à Paris enjuin 1832
Présent le 5 juin 1832 aux funérailles du général Lamarque afin de commémorer l'engagement révolutionnaire de l'homme, il est témoin de la charge des dragons afin de disperser la foule. 
À la suite de la répression de la manifestation, il va chercher ses armes et se réunit avec d'autres révolutionnaires à l'hôtel Jabacq situé rue Saint-Martin. Lieu vu comme facilement défendable, trois barricades sont érigées. Très rapidement, une centaine d'hommes est sur place afin de tenir la position.
Aux environs de 18 h 30, le premier contact avec une colonne de la garde nationale a lieu et les premiers coups de feu sont échangés. Blessé au rein, il resta cependant afin de mener les combats. Les combats continuent pendant la durée de l'insurrection.

### Procès et condamnation
Lors de son procès où il est décrit comme étant un homme mesurant 1,65 m aux cheveux noirs et aux yeux gris, Jeanne acquit une renommée au sein des milieux révolutionnaires français. Une initiative de soutien est par exemple relayée dès le 25 février 1833 afin d'aider l'insurgé à subvenir aux différents frais de justice. Il est accusé de charges particulièrement lourdes : « attentat dont le but était, soit de détruire soit de changer le gouvernement soit d'exciter les citoyens ou habitants à s'armer contre l'autorité royale ». Il revendique chacune des actions lui étant attribuées. Au terme de son procès, il est condamné à la déportation.